# Red Monarch
Red Monarch (lit. ‘Monarca roig’) és una pel·lícula de televisió britànica de 1983, dirigida per Jack Gold i escrita per Charles Wood. Protagonitzada per Colin Blakely com a Ióssif Stalin, compta amb David Suchet com a Lavrenti Béria i David Threlfall com a Vassili Djugaixvili, el fill de Stalin.

## Argument
La pel·lícula és una comèdia negra basada en El monarca roig: Escenes de la vida de Stalin, una col·lecció d'assajos crítics breus del dissident rus i exagent del KGB Iuri Krotkov. La pel·lícula descriu la política soviètica i la interacció entre Stalin i els seus lloctinents, en particular Lavrenti Béria, durant els darrers anys del govern de Stalin. La lectura de "Els hereus de Stalin" de Ievgueni Ievtuixenko a l'escena final, suposadament, adverteix que l'amenaça del totalitarisme és constantment present.

## Cost i taquilla
Goldcrest Films va invertir 553.000 lliures esterlines en la pel·lícula i en va guanyar 292.000, cosa que els va suposar unes pèrdues de 261.000 lliures esterlines.

## Repartiment
- Colin Blakely com a Ióssif Stalin
- David Suchet com a Lavrenti Béria
- Carroll Baker com a Ellen Brown
- Ian Hogg com a Borís Xàpoixnikov
- David Threlfall com a Vassili Djugaixvili
- Nigel Stock com a Viatxeslav Mólotov
- Lee Montague com a Lee
- David Kelly com a Sergo Ordjonikidze
- Glynn Edwards com a Nikolai Vlasik
- Peter Woodthorpe com a Gueorgui Malenkov
- Brian Glover com a Nikita Khrusxov
- Oscar Quitak com a Lev Mekhlis
- Wensley Pithey com a Kliment Voroixílov
- George A. Cooper com a Làzar Kaganóvitx